# (400048) 2006 RX107
(400048) 2006 RX107 es un asteroide perteneciente al cinturón de asteroides, descubierto el 14 de septiembre de 2006 por Joseph Masiero desde el Observatorios de Mauna Kea, Hawái, Estados Unidos.

## Designación y nombre
Designado provisionalmente como 2006 RX107.

## Características orbitales
2006 RX107 está situado a una distancia media del Sol de 2,632 ua, pudiendo alejarse hasta 3,202 ua y acercarse hasta 2,061 ua. Su excentricidad es 0,216 y la inclinación orbital 11,88 grados. Emplea 1559,93 días en completar una órbita alrededor del Sol.

## Características físicas
La magnitud absoluta de 2006 RX107 es 17,2.